# Pogačica
Pogačica (latinsko patella) je sezamoidna kost v sprednjem delu kolenskega sklepa. Vložena je v kito štiriglave stegenske mišice. Ima trikotno obliko z vrhom (apex patellae), obrnjenim navzdol. Sklepna površina (facies articularis) je na zadnji strani pogačice in pri gibanju drsi po stegnenici.